# جون هوران
جون هوران هو سياسي كندي، ولد في 13 مايو 1908 في شفيلد في المملكة المتحدة، وتوفي في 16 أبريل 1971. حزبياً، نشط في حزب الائتمان الاجتماعي في ألبرتا ‏. وقد انتخب عضو الجمعية التشريعية ألبرتا.